# Ibis czubaty
Ibis czubaty (Nipponia nippon) – gatunek dużego ptaka z rodziny ibisów (Threskiornithidae). Występuje w trzech prowincjach Chin oraz na wyspie Sado w Japonii. Zagrożony wyginięciem.
Dawniej ptak pospolicie występował we wschodniej Azji, interiorze Rosji i na Tajwanie, do tego zalatywał do Korei. Ibis czubaty występuje w środowiskach leśnych w sąsiedztwie cieków albo zbiorników wodnych, szczególnie z obecnością sosen Massona, dębów i kasztanowców. Żywi się bezkręgowcami, takimi jak dżdżownicowate, prostoskrzydłe, kraby, skorupiaki, małże, drobnymi rybami, innymi kręgowcami, w tym płazami bezogonowymi.
Okres lęgowy od lutego do czerwca. Gniazdo stanowi platforma z patyków mierząca od 50 do 70 cm średnicy. W zniesieniu najczęściej 3 jaja, które ptaki obu płci wysiadują przez 26 do 31 dni. Młode klują się niesynchronicznie ze względu na składanie jaj co 1–3 dni. Po maksymalnie 45 dniach uzyskują pełne upierzenie, a w wieku 5 miesięcy osiągają rozmiary dorosłych ptaków. Po dwóch, trzech latach (rzadziej roku) są zdolne do rozrodu.

## Taksonomia
Po raz pierwszy ptaka opisał Coenraad Jacob Temminck, nadając mu nazwę Ibis nippon. Opis ukazał się w tomie piątym Nouveau recueil de planches coloriées d'oiseaux w 1838, data zapisywana jest jednak jako 1835 – dostawa (livraison) 93., w której Temminck otrzymał tablicę barwną przedstawiającą ptaka, dotarła 31 grudnia 1835. Grafika oznaczona była numerem 551. W dolnym lewym rogu drobnym drukiem zapisano nazwisko ilustratora: Prêtre. Holotyp pochodził z Japonii, pozyskał go dla Temmincka Philipp Franz Balthasar von Siebold. Autor wspomniał, że okaz, który opisał, został przekazany do niewspomnianego z nazwy muzeum w Holandii. W Muzeum Historii Naturalnej w Lejdzie znajdują się trzy syntypy ibisa czubatego, wszystkie z kolekcji von Siebolda; dwa z nich to czaszki (trzecia widnieje w spisie, jednak według autorów nie znaleziono jej). Wedle autorów artykułu z 2001 zamieszczonego w Zool. Verhand. Leiden wypchany egzemplarz opatrzony numerem 87102 powinien zostać uznany za holotyp. Co prawda spreparowanemu okazowi przypisano nazwę Ibis temmincki, jednak to niepotrzebne nomen novum dla Nipponia nippon. Jest to dorosły samiec; na tablicy barwnej załączonej do opisu Temmincka przedstawiony był także dorosły samiec.
IOC plasuje gatunek w monotypowym rodzaju Nipponia. Po raz pierwszy rodzaj Nipponia wyodrębnił Ludwig Reichenbach. Klasyfikację zaprezentował w Avium systema naturale, nadając gatunkowi nazwę Nipponia temminckii. Pod spodem zamieścił adnotacje o treści Ic. Av. t. 141 ic. 538 t. 149 i ic. 2569. Są to odniesienia do tablic barwnych ze wspomnianego dzieła (Ic. Av. – Iconographie der Arten der Vögel aller Welttheil). Na jednej z nich stopka redakcyjna zawiera numer 141; cała tablica ręcznym dopiskiem opatrzona jest datą 3 czerwca 1846. Ilustracja przedstawia pięć ibisów; jeden z nich, oznaczony numerem 538, zdaje się być kopią ibisa zaprezentowanego na ilustracji przez Temmincka. Na drugiej z tablic o identycznej dacie numer 149 znajduje się również na dole strony. Prawdopodobnie przedstawia syntyp ptaka opisanego jako Nipponia Temminckii, ptak jest jednak czysto biały.
IOC nie wyróżnia podgatunków. W wydanej w 1877 roku książce Les Oiseaux de la Chine znalazł się opis odmiany Ibis nippon var. sinensis, uzupełniony ilustracją. Ptak okazał się być osobnikiem w letniej szacie godowej.
Nazwa rodzaju Nipponia wywodzi się od nazwy nadanej przez Temmincka. Epitet gatunkowy nippon pochodzi od słowa Nippon, będącego nazwą Japonii w języku japońskim. Zoolog odnotował, że we wspomnianym państwie ptak nazywany jest toki (トキ). Nazwa ta przetrwała do czasów współczesnych.

### Genetyka
Na kariotyp ibisa czubatego składa się 10 par makrochromosomów (wliczając w to chromosomy płci) oraz 24 pary mikrochromosomów, co daje 2n=68. Chromosom płciowy Z jest metacentryczny, zaś chromosom W niemalże telocentryczny i około połowy mniejszy od chromosomu Z (system determinacji płci ZW). Problemem, jaki dotyka niewielką żyjącą populację, jest małe zróżnicowanie genetyczne – doświadczyła efektu wąskiego gardła. Mitochondrialny DNA chińskich i japońskich ptaków różni się jedynie 11 parami zasad spośród 16 793 występujących w mtDNA. Wśród 36 zbadanych ptaków z prowincji Shaanxi wyróżniono dwa haplotypy, zróżnicowanie haplotypowe wyniosło 0,386 ± 0,07%, a nukleotydowe 0,069% ± 0,013.

## Charakterystyka

### Morfologia
Długość ciała mieści się w granicach 55–84 cm. Ernst Hartert podał następujący przedział wymiarów szczegółowych: długość skrzydła samicy 375–395 mm, samca 400–420 mm; długość ogona 150–175 mm; długość dzioba od 156 (samica) do 187 (samiec) mm; długość skoku 76–83 mm. Masa ciała 1775,9 ± 120,1 g (n=59). Jak na ibisa jest to ptak średniej wielkości. W locie prezentuje długie skrzydła i zaokrąglony ogon, nogi nie wystają za ogon, szyję trzyma wyciągniętą.
Z przodu, po bokach głowy, dostrzec można nagą, czerwoną skórę. Dziób długi, zakrzywiony, czarny z czerwoną końcówką. Tęczówka czerwona, występuje żółta obrączka oczna. Nogi czerwone. W szacie spoczynkowej większość upierzenia biała. Pióra składające się na czub wykazują nieznaczny różowy odcień, a grzbiet, skrzydła i sterówki także zdają się być nieco różowawe. U niektórych osobników muzealnych z Japonii zamiast koloru różowego występuje pomarańczowy. Kolor „nalotu” na upierzeniu jest poza tym opisany jako cynamonowo–pomarańczowy, może obejmować także sterówki.
W szacie godowej upierzenie grzbietu, głowy oraz szyi przybiera szarą kolorystykę. W styczniu i lutym na gardle wraz z szyją zaczyna się wydzielanie substancji barwy od szarej po czarną, którą ptak rozprowadza po ciele, zaczynając od głowy, szyi (łącznie z górną częścią piersi), kończąc na grzbiecie. Substancja ta jest cieczą przypominającą smołę, przystosowane do barwienia pióra puchowe rozwijają się w listopadzie. Skład barwiącej substancji jest nieznany, zawiera ona czarny barwnik rozpuszczony w nierozpuszczalnej w wodzie cieczy. Znajduje się głównie w stosinach i promykach wspomnianych piór. Podczas pierzenia po sezonie lęgowym ptaki znów przybierają białe upierzenie. Osobniki młodociane mają policzki porośnięte puchem, a pozostałą część ich głowy wyróżnia naga, żółtopomarańczowa skóra. Poza tym upierzenie szarawe z gdzieniegdzie różanym odcieniem. Lotki czarnobrązowe, nogi i stopy jasnobrązowe. Tęczówki jasne, żółtobrązowe.

### Głos
Autorzy HBW twierdzą, jakoby o głosie ptaka było dostępnych bardzo mało danych; mimo tego kilku autorów dostarcza opis. Według Arthura Sowerby’ego ibisy czubate głośno, szorstko skrzeczą czy też charczą, głośniej od kruków. Według Campbella ptak woła głośnym, głębokim, trąbiącym głosem, powtarzanym w krótkich odstępach. Hancock i Kuslan prezentują bardziej szczegółowy opis, zgodnie z którym N. nippon rzadko się odzywa, a jeśli już, wydaje z siebie gak przed wzbiciem się do lotu i podczas lotu. Do tego gak-gak-gak usłyszeć można, gdy ptak znajduje się w sytuacji zagrożenia. Warkliwy dźwięk używany jest przez te ibisy podczas potyczek.

## Zasięg występowania
Zasięg historyczny
Niegdyś ibis czubaty pospolicie występował we wschodniej Azji. Na początku XX wieku gnieździł się nawet na drzewach w miastach i wsiach, był często widywany na podmokłych polach i przy zbiornikach wodnych. W Rosji zasiedlał Kraj Nadmorski, Obwód amurski i Kraj Chabarowski. Ogółem, do jego dawnego zasięgu w tym kraju można zaliczyć doliny rzek Ussuri i Amur.
Do tego N. nippon spotykany był w północnych i wschodnich Chinach. Ernst Hartert na początku XX w. pisał, że ibis czubaty występuje w prowincji Shaanxi, niskich górach w bliskości Ningbo, prowincji Gansu, górach Qin Ling, w Pekinie i na terenie dawnej niemieckiej koncesji Jiaozhou. Wiadomo, że najdalej na zachodzie pojawił się w Lintao (Gansu). Na zachodzie obserwowano go także w Shaanxi, Shanxi, Hebei (1), na północy z Liaoningu i Jilinu (1), zaś na południu – Szantungu (1), Anhui, Szanghaju, Zhejiangu i Fujianu (cyfra 1 oznacza jednostkowe doniesienia).
Bazując na dawnych opisach i grafikach, uważa się, że w okresie Edo (początek XVII w. po koniec XIX w.) był to ptak w Japonii pospolity. W 1735 przeprowadzono ogólnokrajowe badanie rozmieszczenia zwierząt i roślin. Wiele z raportów zaginęło; na podstawie zachowanych ustalono, że zasięg ibisa czubatego obejmował półwysep Oshima (południowo-zachodnie Hokkaido), północne i zachodnie Honsiu, okolice Tokio, wybrzeże Morza Japońskiego. Po 1735 pojawiło się więcej doniesień o pojawach introdukowanych osobników, bowiem panowie ziemscy wprowadzali te ptaki na inne obszary. Stąd też w XIX wieku znalazły się one w prefekturze Tokushima (wyspa Sikoku), Wakayama na półwyspie Kii i prefekturze Fukuoka (Kiusiu). Pod koniec XIX stulecia ten gatunek można było spotkać w całej Japonii z wyjątkiem wysp Riukiu.
W zimie ptaki wędrowały na Półwysep Koreański i na Tajwan.
Zasięg obecny
BirdLife International (2014) szacuje całkowity pozostały zasięg występowania na 2,8 tys. km² (nie uwzględnia reintrodukcji). Obejmuje obszar we wschodniej części prowincji Shaanxi w górach Qin Ling, w powiecie Yang. Odkrytą tam populację (patrz: sekcja „Status zagrożenia”) odnaleziono na południowych zboczach gór, na wysokości 1200–1400 m n.p.m., w stosunkowo mało zmienionym przez człowieka otoczeniu. Podczas spisu ptaków w październiku 2012 wykazano ibisa czubatego z 10 powiatów; 97% ptaków zamieszkiwało powiat Yan. Według danych z 1999 obszary lęgowe ibisów czubatych leżą na wysokości 470–1300 m n.p.m.
Od maja 2007 po ponownym wprowadzeniu na dawne tereny N. nippon bytuje w powiecie Ningshan, zaś od października 2013 w Henan. Ptaki zostały także reintrodukowane na Sado w Japonii w 2008. Zarówno na Sado, jak i w Shaanxi nie odbywają wędrówek.

## Ekologia
Pierwotnie ibis czubaty gniazdował na nizinach; średnia wysokość miejsc lęgowych wynosiła 250 m n.p.m. W latach 70. XX w. ibisy przeniosły się w wyższe, bardziej niedostępne partie Chin, by dekadę później powrócić na niższe wysokości. Środowiskiem życia tego ptaka są bagna, przebywa również w okolicach rzek, strumieni i zbiorników wodnych; zamieszkuje także pola ryżowe i inne pola uprawne – zawsze w bliskości zadrzewień lub lasów. W okolicy jeziora Chanka ptaki budowały gniazda na drzewach porastających małe wysepki rozsiane po okolicznych mokradłach. W Japonii ptak przebywał wśród niskich, lesistych pagórków, z niedużymi akwenami, bagnami i polami, a gniazdował na sosnach i kasztanowcach. Drzewa służą także ptakom do odpoczynku. Z badań przeprowadzonych w roku 1999 na jednej z populacji środkowochińskich wynika, że przedstawiciele N. nippon preferują lasy z sosną Massona (Pinus massoniana) i lasy dębowo-brzozowe. Rzadziej wybierają lasy mieszane, zaś wyjątkowo gnieżdżą się w lasach z przewagą Cupressus funebris i sosny chińskiej (Pinus tabuliformis). W Japonii na wyspie Sado, w środowisku zamieszkiwanym przez N. nippon rośnie Quercus serrata i kryptomeria japońska (Cryptomeria japonica). Według danych z lutego 2014 po reintrodukcji ibisy przebywają na polach ryżowych, także tych nawadnianych. W środowisku zamieszkiwanym przez chińską populację ibisów czubatych średnia roczna temperatura wynosi 14,5 °C (przedział: -10,6–39,2 °C), zaś roczna suma opadów 533–1100 mm (mierzona w latach ok. 1968–1998).

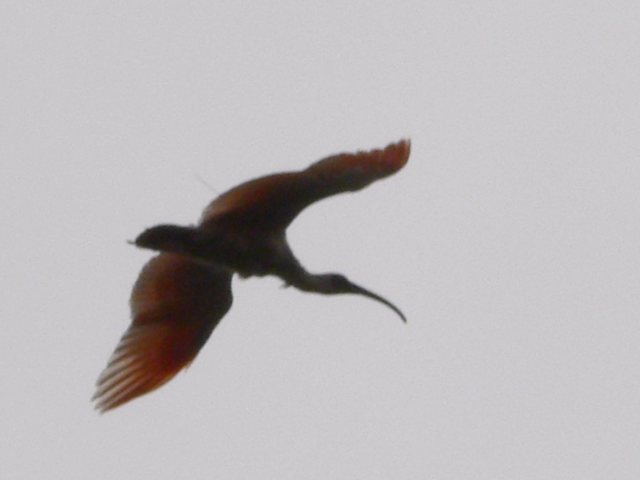
Sylwetka ptaka w locie

W zimie ptaki z gatunku N. nippon jako żerowiska preferują pola, obrzeża rzek i jezior. Poza sezonem lęgowym grupami poszukują pokarmu. Możliwe, że w sezonie lęgowym zasadniczą rolę spełnia niski stan wód cieków, bowiem w razie jego podniesienia zmniejsza się dostępność pożywienia. Młode w zimie rozpierzchają się po okolicy, samotnie przeczesując podmokłe tereny. W razie zagrożenia ibis czubaty przyjmuje wyprostowaną pozycję. Ptaki z Japonii opisywane są jako uległe, dotyczy to szczególnie młodych.

### Pożywienie
Jeden ibis czubaty zjada około 150–200 g pożywienia dziennie. W skład pokarmu N. nippon wchodzą kraby, płazy bezogonowe, traszki, ślimaki żyjące na obrzeżach rzek, inne mięczaki, chrząszcze (w tym pływakowate i kałużnicowate; także Chrysolina aurichalcea, stonkowate) wraz z larwami, prostoskrzydłe, dżdżownicowate. Ponadto ptak ten zjada drobne ryby – Misgurnus, Carassius, Silurus, sumokształtne, Cyprinus, węgorzokształtne. Wśród płazów stwierdzono: Hyla japonica, Rhacophorus arboreus, Rana rugosa, R. ornativentris, R. susurra, Lithobates catesbeianus oraz Cynops pyrrhogaster. Stwierdzono też spożywanie mięczaków (małży) oraz skorupiaków (np. Procambarus clarkii). Analiza odchodów ptaków z wyspy Sado (zebrane w latach 1949–60. XX w.) wykazała, że głównym składnikiem pokarmu tamtejszych ptaków były owady i kraby rzeczne, ponadto prawdopodobnie płazy – odnaleziono resztki kości i nieco skorup. Po 1955 roku odsetek owadów w diecie ibisów malał, przypuszczalnie za sprawą upowszechnienia sztucznych nawozów i pestycydów, które przyczyniły się do redukcji populacji owadów. Analiza żołądków japońskich ptaków wykazała obecność kości karpi, sumów i innych ryb, płazów ogoniastych i bezogonowych, krabów, introdukowanych raków sygnałowych (Pacifastacus leniusculus), pijawek, słodkowodnych ślimaków, drobnych skorupiaków, turkuci i innych owadów (w tym mrówek); znajdowano w nich nieco materiału roślinnego i kamieni.

### Lęgi
Proces rozrodu jest słabo poznany u tego ptaka. W zachodniej literaturze ukazało się też niewiele artykułów na jego temat. Autorzy opublikowanego w 2000 artykułu na temat biologii rozrodu ibisa czubatego wspominają artykuły cytowane przez K. Yasudę. Spośród 639 wspomnianych przezeń opracowań 72 (11,2%) napisanych było w języku angielskim, dalsze 14 francuskim, 12 niemieckim, dwa po rosyjsku i po jednym po hiszpańsku i w łacinie. Według stanu na rok 2000 zdecydowana większość publikacji na temat biologii, w tym rozrodu, N. nippon ukazała się w języku japońskim.
Kiedy jeszcze ibis czubaty występował powszechnie w Japonii, na tereny lęgowe przybywał w styczniu; ptaki z Chin powracały na swoje rewiry w październiku. Pierwotnie ptaki z Japonii i nizinnych obszarów centralnych Chin gnieździły się w koloniach; ptaki z jedynej znanej (2014) populacji w centralnych Chinach gniazdują samotnie. W powiecie Yang w prowincji Shaanxi przystępują do lęgów w okresie luty–czerwiec; to wcześniej w porównaniu do dawnych pór gniazdowania – ptaki w powiecie Yang według danych z 1963 wyprowadzały lęgi w maju.
Nipponia nippon tworzy związki monogamiczne, dobór partnera ma miejsce poza sezonem lęgowym. Do zachowań wyrażających więź między ptakami należy wzajemne czyszczenie upierzenia (ang. preening); ptak, który „prosi” partnera o pielęgnację piór, podskubuje jego dziób swoim, by następnie zniżyć głowę, udostępniając ją towarzyszowi. Jeśli dany osobnik nie przyjmie propozycji, dygoce głową. Do tego ptak (autor nie określił jego płci) może prezentować drugiemu gałązkę, aby zachęcić go do utworzenia pary; gdy para uformuje się, takie zachowanie służy jej utrzymaniu. Często po prezentacji patyka – potencjalnego materiału na gniazdo – następuje udawana kopulacja, podczas której samiec na grzbiecie samicy potrząsa ogonem, nie dochodzi jednak do właściwego parzenia się. Podczas zalotów ibisy czubate często dotykają się dziobami lub wzajemnie czyszczą. Pseudokopulacje mogą zachodzić kilka razy dziennie. Żyjące obecnie na wolności ptaki są terytorialne, podczas gdy nie wykazywały takich zachowań przed ograniczeniem zasięgu ich występowania. Zwykle para zajmuje jakiś odcinek rzeki, terytorium ma powierzchnię liczącą 1–2 km².
Gniazdo budują oba ptaki z pary. Samiec zbiera materiał na zewnętrzne warstwy – gałęzie, zadaniem samicy jest znalezienie materiału na wyściółkę. Podczas inkubacji ptaki wykańczają swoją konstrukcję. Budowa gniazda trwa średnio 17,5 dnia (± 2,6; dane dla 21 par z Ningshan). Gniazda poszczególnych par są od siebie oddalone o 1–10 km. Na ogół ulokowane są na największym drzewie w okolicy. Powyżej 1000 m n.p.m. w Shaanxi kryteria spełniają ponad 100-letnie okazy Quercus variabilis, niżej, na wysokości blisko 700-900 m n.p.m. – 20–30-letnie sosny Massona. Gniazda na dębach zwykle są osadzone 18–25 m nad ziemią, na mniejszych sosnach 6–12 m. Spośród 230 gniazd zbadanych w latach 1981–2004 najwięcej, bo 175, ptaki zbudowały na Pinus massoniana; dalsze 29 na Quercus variabilis, 19 na Ulmus pumila, 5 na Pinus tabuliformis oraz po jednym na Populus tomentosa, a także Platycarya strobilacea. Na budulec gniazda składają się gałęzie. Gotowa konstrukcja ma 50–70 cm średnicy, około 39 ± 18 cm wysokości. Komorę gniazdową wyścieła miękki materiał, jak mech i liście.
Składanie jaj stwierdzano od 14 marca do 8 kwietnia. W zniesieniu 1–6 jaj. Zwykle jednak w lęgu znajdują się 3 jaja; w trakcie 24-letnich badań jedynie w latach 1981, 1988, 1992 i 1997 wartość modalna liczby jaj wyniosła 4. Odpowiednio dla wartości wskazujących liczbę jaj przypisano procent zniesień, w których taka liczba się znajdowała (zbadano 271 zniesień):
| 1    | 2     | 3     | 4     | 5    |
| ---- | ----- | ----- | ----- | ---- |
| 3,0% | 28,4% | 51,7% | 15,5% | 1,4% |

Dane dotyczą 271 zniesień obejmujących łącznie 770 jaj; 1981–2004. Liczba zniesień w tych latach zawierająca daną liczbę jaj:
1 – 8 z.; 2 – 77 z.; 3 – 140 z.; 4 – 42 z.; 5 – 4 z.
Badanie dotyczy ptaków dziko żyjących w Yangxian, Shaanxi
Tabela dla jaj złożonych w niewoli (325 jaj w 91 zniesieniach w latach 1995 do 2000):
| 1  | 2  | 3   | 4   | 5  | 6  |
| -- | -- | --- | --- | -- | -- |
| 3% | 3% | 39% | 43% | 9% | 3% |

Dane dotyczą ptaków z Shaanxi Crested Ibis Feeding and Breeding Center
Średnio długość skorupki jaja wynosi 63–68 mm, szerokość 31,5–40,5 mm. Jaja ważą 65–75 g. Skorupka przybiera barwę szaroniebieską; upstrzona jest brązowymi plamkami. Samica składa jaja w odstępach jednodniowych, czasem co 2–3 dni; wartość odstępów między złożeniem poszczególnych jaj jest różna w zależności od źródła. W wydanej przez BirdLife International książce nt. zagrożonych ptaków Azji widnieje informacja, że zwykle są to dwudniowe odstępy, zaś według badań z lat 1996-2000 są to odstępy w zakresie 36–48 godzin. Zgodnie z obserwacjami z niewoli 67% samic niosło się w godzinach 6:00–8:00, 28% w godzinach 17:00–19:00, a 5% od 9 do 11. Podczas wspomnianych w poprzednim akapicie 24-letnich badań odsetek jaj niezapłodnionych wynosił podczas 5 sezonów (lata 1981–82, 1985, 1988, 1991) od 10% po 42,9%.
Inkubacja trwa od 26 do 31 dni, wysiadują oboje partnerzy. Według obserwacji z niewoli w nocy wysiaduje głównie samica. Badania na ptakach z Ningshan (wyniki opublikowano w grudniu 2014) wskazują na brak znaczących różnic między czasem inkubacji przez samca (450,6 ± 75,4 minut, n=8) i przez samicę (460,5 ± 54,5 min, n=9). Plama lęgowa występuje u osobników obu płci. Kiedy ptak musi opuścić gniazdo, zakrywa jaja materiałem roślinnym służącym za wyściółkę. Średnio pisklęta wykluwają się z 80,2% jaj. Młode klują się niesynchronicznie i często młodsze pisklęta nie mają wystarczająco siły, by rywalizować o pokarm ze starszym rodzeństwem. Pisklęta pokrywa jasnoszary puch, mają łyse głowy i pomarańczowoczerwone nogi. Ważą 44,8–67,3 g (n=96). Do około 10. dnia życia wykazują słaby wzrost; potem przybierają na wadze 20–50 g dziennie. Zarówno samiec, jak i samica opiekuje się potomstwem, młode pobierają zwrócony pokarm bezpośrednio z gardła – to zachowanie typowe dla ibisów; otrzymują nadtrawione zwierzęta. U poszczególnych par średni czas opieki nad pisklętami przez samca może być większy niż w przypadku samic albo mniejszy, nie ma stałej przewagi jednej płci w opiece. Młode uzyskują pełne upierzenie po 40–45 dniach. W wieku pięciu miesięcy osiągają rozmiar dorosłych osobników; blisko 70 dni po opierzeniu przechodzą pierzenie z szaty juwenalnej na dorosłą, biało–różową. Przeciętnie ibisy czubate zaczynają się rozmnażać w wieku dwóch lub trzech lat, stwierdzano także roczne ptaki podejmujące aktywność lęgową.
Długość życia
Samica nazwana Kin urodziła się w 1967 roku na wolności, w Japonii; złapano ją 15 marca 1968. Zmarła w październiku 2003 – po 36 latach życia. Jeden osobnik z wyspy Sado przeżył w niewoli 25 lat, 9 miesięcy i 16 dni.

### Relacje międzygatunkowe i choroby

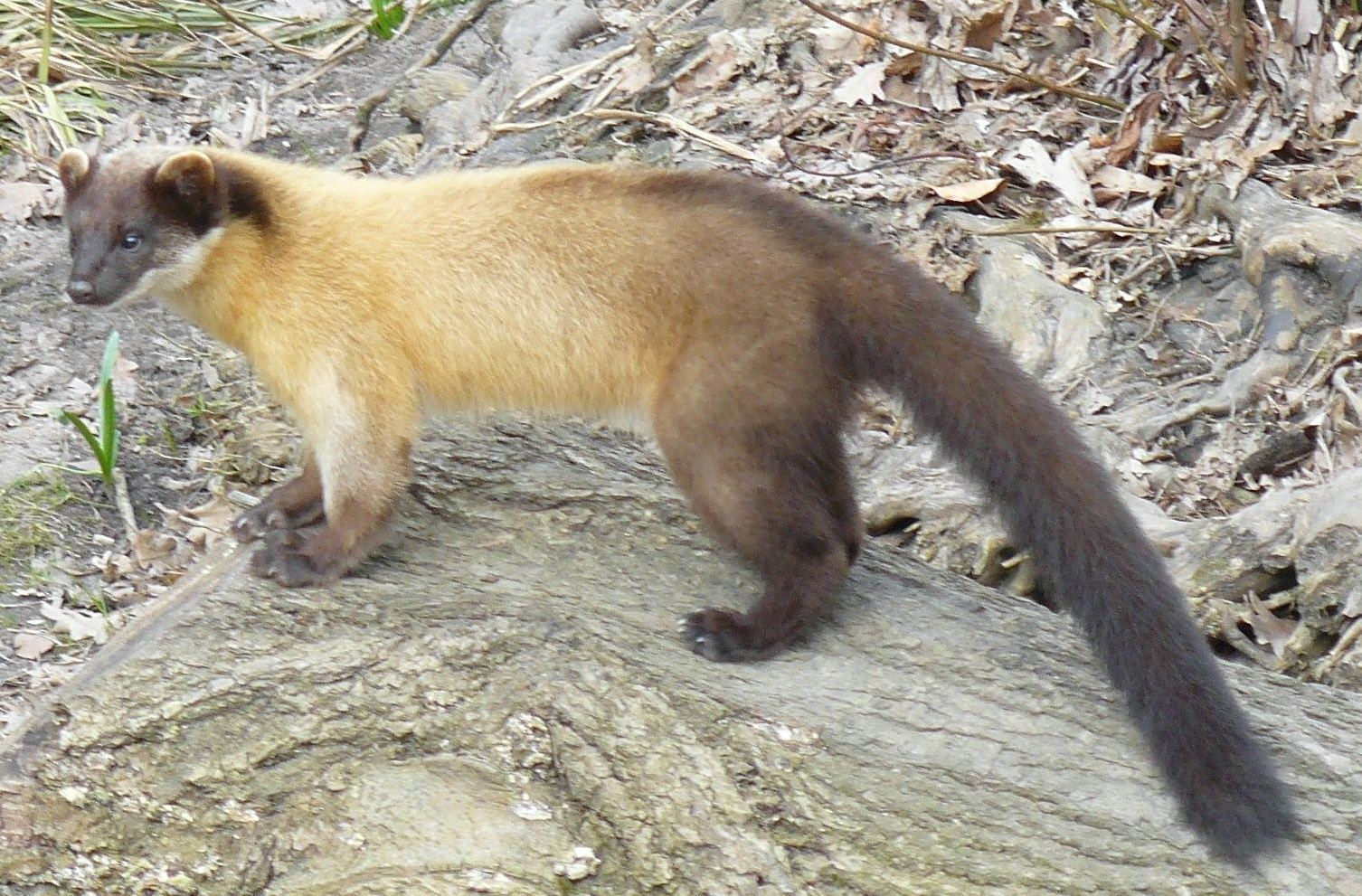
Kuna żółtogardła może polować na pisklęta i młode ibisów czubatych

Obserwowano zwierzęta próbujące krzywdzić (autor nie sprecyzował, w jaki sposób) ibisy czubate – kanie (Milvinae; niewyróżniany już takson), jastrzębie z rodzaju Accipiter, pustułki. Młodym i pisklętom zagrażają takie drapieżniki takie jak wąż Elaphe carinata, łasica syberyjska (Mustela sibirica) oraz kuna żółtogardła (Martes flavigula). Niepowodzenie w lęgach u ptaków z Sado w 2010 było spowodowane wyłącznie drapieżnictwem ze strony przedstawicieli Corvus. Często w Chinach na tym samym drzewie co ibisy lub w pobliżu ich stanowisk lęgowych gnieżdżą się krukowate jak wrona obrożna (C. torquatus), sroka zwyczajna (Pica pica) i kitta czerwonodzioba (Urocissa erythrorhyncha), mogące stanowić zagrożenie dla piskląt. Szczególnie narażone są we wczesnym okresie rozwoju, kiedy ich nawoływania, częste wizyty rodziców przy gnieździe oraz nagromadzone pod gniazdem odchody zwracają uwagę drapieżników.
Z pasożytów wewnętrznych odnotowano przywry (m.in. Patagifer) i nicienie (m.in. Capillaria), zaś z tych bytujących w upierzeniu – wszoły Phthiraptera i roztocze. Poza okresem lęgowym współwystępuje z czaplowatymi, kaczkowatymi, zimorodkowatymi i łuszczakami. W trakcie sezonu rozrodczego sympatryczny wobec przedstawicieli krukowatych, muchołówkowatych, kurowatych, gołębiowatych, szponiastych i sokołowych.
U jednej z samic złapanych do hodowli wystąpiło zapalenie stawów. U młodych ibisów, które z różnych przyczyn umarły, stwierdzano biegunkę, dyspepsję, zapalenie płuc, zaburzenia rozwoju, nieokreślone choroby oczu, paraliż.

## Status, zagrożenia i ochrona

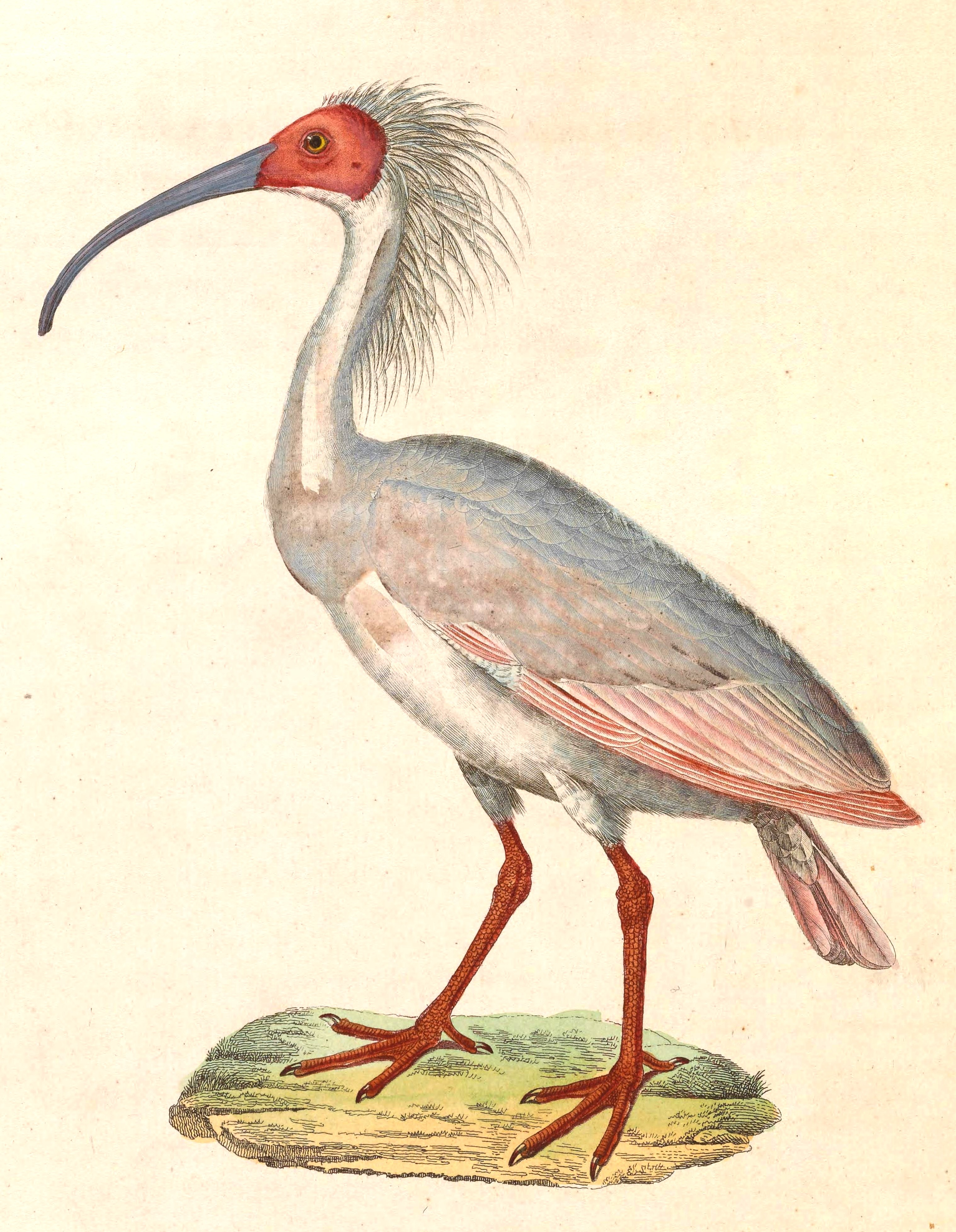
Ilustracja załączona do pierwszego opisu

W 2013 roku IUCN uznało ptaka za zagrożonego wyginięciem przyznając mu rangę EN (Endangered). Wcześniej, w latach 2000–2012 otrzymał taką samą klasyfikację, jednak w latach 1996 i 1994 uznano ptaka za krytycznie zagrożonego (CR, Critically Endangered). W 1988, kiedy nie funkcjonował jeszcze skrótowy zapis kategorii, N. nippon otrzymał miano zagrożonego (Threatened). Gatunek uwzględniony w załączniku I CITES.
Ze względu na ufność wobec człowieka, ibis czubaty łatwo był łapany lub zabijany, toteż wyginął na znacznej części pierwotnego zasięgu występowania; C.W. Campbell (1892) o ibisach napisał tak: To głupie, ufne ptaki, które stają się łatwym łupem do odstrzału. Spadek liczebności populacji rozpoczął się pod koniec XIX wieku i trwał do połowy wieku XX. Oprócz polowań w zmniejszeniu liczebności udział miało wylesianie jego siedlisk oraz rozpoczęcie stosowania środków chemicznych na polach uprawnych, przez co zmniejszyła się różnorodność potencjalnej zdobyczy ibisów czubatych. Wylesianie podczas II wojny światowej poskutkowało ograniczeniem dostępności siedlisk do gniazdowania. Poprzez zimowe (sezonowe) osuszanie pól ryżowych oraz przez ich trwałą zamianę na suche pola, na których uprawia się pszenicę, zmniejszyła się dostępność pokarmu; pozostałe w zasięgu N. nippon pola w większości leżą w obszarach górskich, gdzie brak jest nowoczesnych instalacji irygacyjnych. Sekcja zwłok wykazała, że 80% ptaków znalezionych martwych miało niewiele pokarmu w żołądku i prawdopodobnie niedostępność pożywienia (zwłaszcza w zimie) znacząco przyczynia się do zwiększenia śmiertelności wśród tych ptaków (dane z 1999). 52 osobniki żyjące w niewoli w Yang Xian Protection and Rearing Centre pod koniec 1998 roku zdawały się być zbyt stłoczone.
Populacja rosyjska nigdy nie została dobrze zbadana, a przyczyny jej wymarcia nie są do końca znane. Ostatnie dwie obserwacje w Rosji miały miejsce w latach 70. XX w. W 1983 zaobserwowano osobnika w okolicy rosyjskiego obszaru ochrony przyrody w Małym Chinganie (Chinganskij zapowiednik, ros. Хинганский заповедник), jednak okazał się on błędnie zidentyfikowanym ibisem siwopiórym (T. melanocephalus). W Japonii, na początku XX wieku liczebność zaczęła spadać, stawiając gatunek na granicy wymarcia. W 1981 pięć pozostałych przy życiu ptaków z wyspy Sado złapano celem rozrodu w hodowli; wtedy też w Japonii nie było już żadnych dzikich osobników. Na Tajwanie ostatni raz tego ptaka widziano w 1932. W Korei Północnej ostatni raz zaobserwowano dziesięć ibisów czubatych w 1965. W Korei Południowej w latach 70. XX w. widziano ptaka w okolicy Koreańskiej Strefy Zdemilitaryzowanej.
W 1978 roku przeprowadzono akcję poszukiwawczą, jednak bezskutecznie; zaistniała perspektywa wymarcia ptaka (jedyne żyjące osobniki przebywały w niewoli). Po zabraniu ostatnich pięciu osobników z Japonii w 1981 do hodowli gatunek na krótko uznano za wymarły na wolności. Tego samego roku w górach Qin Ling odkryto niewielką populację N. nippon, składającą się z czterech dorosłych i trzech młodych. Według szacunków w 1996, uzyskanych za pomocą analizy żywotności populacji (ang. PVA, population viability analysis), prawdopodobieństwo wymarcia populacji dzikiej w ciągu 50 lat wynosiło wówczas 98,5% (dzikich ptaków żyło wówczas najwyżej 20).

### Działania ochronne
Przed okresem Meiji gatunek był w Japonii chroniony, niekiedy pokazując się na przedmieściach Tokio. Po Restauracji Meiji (1868) i wprowadzeniu do użytku broni palnej zarówno ibis czubaty, jak i inne duże ptaki padały ofiarą polowań. Dopiero wprowadzenie w 1892 restrykcji co do kłusownictwa zahamowało proces gwałtownego spadku liczebności. Niemniej jednak ibis stał się ptakiem rzadkim. W Chinach zaraz po ponownym odkryciu gatunku w 1981 w powiecie Yang wprowadzono zakaz polowań.
W miejscach, gdzie dawniej występował w Rosji ibis czubaty, zostały utworzone rezerwaty: Chankajski Państwowy Przyrodniczy Rezerwat Biosfery (Gosudarstwiennyj prirodnyj biosfernyj zapowiednik «Chankajskij», ros. Госуда́рственный приро́дный биосфе́рный запове́дник «Ханка́йский») nad jeziorem Chanka oraz w rejonie chasanskim – Rezerwat biosfery „Kiedrowaja Pad´” (Gosudarstwiennyj prirodnyj zapowiednik «Kiedrowaja Pad´», ros. Государственный природный заповедник «Кедровая Падь»). W Japonii w obrębie Mt Bijo utworzono w październiku 1930 obszar objęty zakazem polowań, podobnie jak i na Sado w 1955. W 1966 w miejscowości Niibo na wyspie Sado uruchomiono Crested Ibis Conservation Centre. W całym paśmie górskim East Kosado ustanowiono National Wildlife Protection Area (pol.: „Narodowy Obszar Ochrony Przyrody”), w głównej mierze celem ochrony N. nippon. W Chinach, w powiecie Yang wyznaczono rezerwat specjalnie dla ochrony ibisów czubatych. Część drzew, na których gniazduje, wysiano z pomocą samolotów blisko 20–30 lat temu w ramach akcji ponownego zalesiania stoków gór Qin Ling. Podczas okresu lęgowego gniazda w powiecie Yang poddawane są monitoringowi, póki pisklęta się nie wypierzą. Drzewa, na których znajdują się gniazda, pokryte są na pewnym odcinku pnia plastikiem (tree-banding), aby węże nie dostały się do lęgu. Dodatkowo pod drzewami lokowane są siatki do łapania młodych, które wypadły z gniazda. Niektóre pola uprawne zimą dodatkowo zaopatruje się w wodę. Jednym z zadań obsługi Crested Ibis Conservation and Observation Station jest rozbijanie lodu zalegającego na polach zimą, aby ibisy miały dostęp do pokarmu.
Pierwsze, bezskuteczne próby rozrodu w niewoli podjęto w 1967 w ogrodzie zoologicznym Ueno (jap. 恩賜上野動物園 Onshi Ueno Dōbutsuen), najstarszym ogrodzie zoologicznym w Japonii, gdzie ptaki trafiły w 1963. Pierwszy raz ptaki tego gatunku rozmnożyły się w niewoli w 1992 w ogrodzie zoologicznym w Pekinie. Początkowa grupa ptaków składała się z sześciu osobników odłowionych w naturze w latach 1981–88. U ptaków, które nie wyprowadziły lęgów, wykryto anormalny poziom hormonów we krwi (badano hormony: folikulotropowy, luteinizujący oraz 17β-estradiol, zaś u jednego ptaka testosteron). Jednym z rozwiązań jest terapia hormonalna. Siedmiu samicom leczonym w ten sposób podano gonadotropiny, trzy z nich złożyły jaja. Łącznie jaj w sezonie, w którym przeprowadzono badania, było 8, jedynie z dwóch wykluły się młode – dwa samce. Bazując na efektywności podawania kurzych gonadotropin grubodziobom chińskim (Eophona migratoria; eksperyment miał na celu stymulację jajników i jajowodów do rozwoju), można uznać, że ibisom można podawać także hormony niespokrewnionych gatunków.

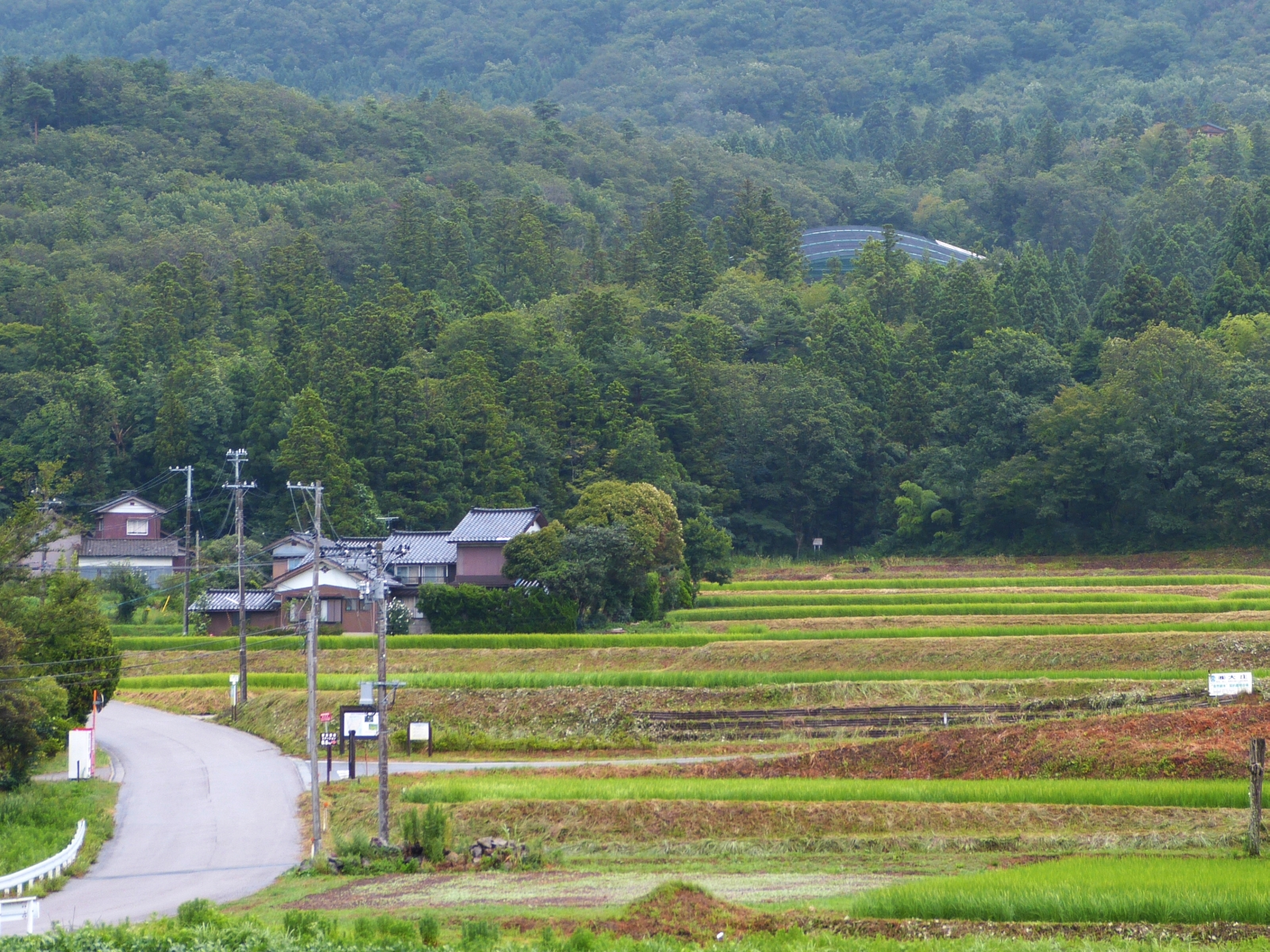
Sado Japanese Crested Ibis Conservation Center

Przedostatni lęg w Japonii (w warunkach naturalnych) odbył się w 1973. Kolejny wyprowadziła w 2012 para składająca się z trzyletniego samca oraz dwuletniej samicy. Były to ptaki wypuszczone na wolność z Sado Japanese Crested Ibis Conservation Center. Wcześniej, w 2005, japońskie ministerstwo środowiska zadecydowało o reintrodukcji gatunku w paśmie East Kosado na wyspie Sado (w południowo-wschodniej jej części). Japończycy w 1998 (według innego źródła 1999) otrzymali od Chin parę ibisów przeznaczonych do reprodukcji, następnie przekazano Japończykom trzy inne ptaki. Plan zrealizowano w 2008, kiedy populacja w ośrodku hodowli i rozrodu na Sado osiągnęła 100 osobników. Dziesięć z nich wypuszczono na wyspie, następnego roku dołączyło do nich 19 ptaków z niewoli. Według artykułu ze stycznia 2011, celem działań ministerstwa środowiska jest ustabilizowanie populacji na poziomie 60 osobników tego gatunku do 2015. W Chinach próby reintrodukcji podjęto w Ningshan 31 maja 2007, kiedy to w wiosce Zhaigou (część Chengguan) wypuszczono 26 osobników (po 13 każdej płci). 12 z nich przeżyło zimę, 4 połączyły się w pary. Na 10 października 2013 zaplanowano wypuszczenie ptaków w Dongzhai National Nature Reserve w prowincji Henan; akcja powiodła się.

### Stan populacji
W roku 1981 znano 7 osobników żyjących na wolności, w 1993 było ogółem 40 ptaków (w tym dwa w niewoli w Japonii). W 2002 populacja dziko żyjąca osiągnęła liczebność rzędu 140 ptaków, w 2006 było ich już około 500. Na terenie Chin w grudniu 2009 w powiatach Yang i Ningshan w Shaanxi żyło blisko 760 ptaków; do tego w sześciu placówkach w Chinach, w których prowadzona jest hodowla, żyło około 530 ptaków wychowanych w niewoli. W Japonii pod koniec grudnia 2013 było 96 osobników dziko żyjących – 94 na Sado i 2 na Honsiu; w Sado Crested Ibis Conservation Center trzymano wówczas 187 ptaków. W Changnyeong (Korea Południowa) w 2009 trzymano 4 osobniki pochodzące z Chin.
W październiku 2012 na wolności żyło 1090 osobników.
Wykres ilustrujący znaną liczbę dzikich osobników dorosłych w latach 1981–1994:
Zdaniem Takuyi Nakajimy, uczestniczącego 2,5 roku w projekcie organizowanym przez Japan International Cooperation Agency jako osoba zajmująca się ochroną ptaków, mieszkańcy Chin zdają się nie przywiązywać zbyt wielkiej wagi do ochrony tego gatunku. W latach 2002–2008 reprezentanci Dokkyo University prowadzili sondę wśród mieszkańców trzech wiosek w rejonie gór Kosado (miejscu reintrodukcji ibisów czubatych), pytając o nastawienie do ponownego wprowadzenia na wyspę. 57% ankietowanych przyznało, że ma pozytywne nastawienie do tego faktu; najwięcej spośród nich – 65% – twierdziło, że przykłada dużą wagę do ochrony przyrody w ogóle. 27% spośród przepytanych uznało swój stosunek do sprawy za neutralny, z czego 52% wskazało jako przyczynę niedostateczną wiedzę na temat ibisów i ich reintrodukcji. 11% ankietowanych nie było zadowolonych z ponownego wprowadzenia ptaków na wyspę. Połowa w uzasadnieniu podała niszczenie upraw przez ibisy; pozostałe przyczyny objęcia negatywnego stanowiska to: 
- konieczność ograniczenia środków chemicznej ochrony roślin z powodu ochrony ibisów (46%),
- marnotrawienie pieniędzy podatników na reintrodukcję ibisów (40%),
- wpływ ibisów na życie codzienne mieszkańców (37%),
- reintrodukcja ibisów nie przyniesie żadnej korzyści mieszkańcom (16%),
- obawa przed zakłóceniem codziennego życia wskutek zwiększenia liczby turystów z powodu ponownego wprowadzenia ibisów na Sado (9%)

## Znaczenie w kulturze człowieka

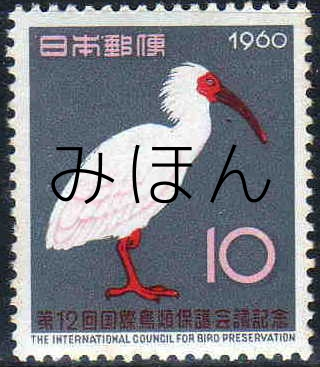
Znaczek wydany w 1960 z okazji 12 Międzynarodowego Kongresu Ochrony Ptaków

W Japonii dawniej ibis czubaty był powszechnie znany; samuraje używali jego różowych piór do dekoracji strzał, a w ceremonii picia herbaty znajdowały zastosowanie w miotełkach z piór (Habōki). Przedstawiciele Nipponia nippon widnieją na znaczkach pocztowych z Chin (1984, 2000), Japonii (m.in. 1999, 2009), a także: Sierra Leone, Tanzanii, Beninu i Malediwów. W 1984 odbyło się spotkanie Crested Ibis Workshop celem omówienia dalszych losów gatunku; rząd chiński wydał z tej okazji serię znaczków.